# Jozef Majoroš
Jozef Majoroš (Hernádgecse, 1970. március 19. –) szlovák válogatott labdarúgó.

## Góljai a szlovák válogatottban
| #  | Dátum                | Ellenfél      | Eredmény | Kiírás              | Esemény |
| -- | -------------------- | ------------- | -------- | ------------------- | ------- |
| 1. | 1997. március 11.    | Bulgária      | 1 – 0    | barátságos mérkőzés | 46' 84' |
| 2. | 1997. augusztus 24.  | Csehország    | 2 – 1    | Vb-selejtező        | 55'     |
| 3. | 1997. szeptember 10. | Jugoszlávia   | 1 – 1    | Vb-selejtező        | 65'     |
| 4. | 1997. szeptember 24. | Spanyolország | 1 - 2    | Vb-selejtező        | 75'     |
| 5. | 1998. május 29.      | Horvátország  | 2 – 1    | barátságos mérkőzés | 58' 84' |

## Sikerei, díjai
SC-ESV Parndorf 1919:
- Osztrák labdarúgó-bajnokság (harmadosztály): 2003-04